# Sphaenorhynchus palustris
Sphaenorhynchus palustris es una especie de anfibio anuro de la familia Hylidae.

## Distribución geográfica
Esta especie es endémica de Brasil. Habita cerca del nivel del mar en el bosque atlántico en los estados de Espírito Santo y Bahía.

## Publicación original
- Bokermann, 1966 : Duas novas especies de 'Sphaenorhynchus' (Amphibia, Hylidae). Revista Brasileira de Biologia, vol. 26, p. 15-21.[6]